# Alf Svensén
Alf Erik Gillis Svensén (Tveta, 28 luglio 1893 – Stoccolma, 17 dicembre 1935) è stato un ginnasta svedese.

## Palmarès

### Olimpiadi
- 1 medaglia:
  - 1 oro (Anversa 1920 nel concorso svedese a squadre)